# Шклинь Второй
Шклинь Второй (укр. Шклинь Другий) — село в Городищенской сельской общине Луцкого района Волынской области Украины.
Код КОАТУУ — 0720889205. Население по переписи 2001 года составляет 144 человека. Почтовый индекс — 45712. Телефонный код — 3379. Занимает площадь 6,49 км².

## История
В 1946 году указом ПВС УССР село Колония-Шклин переименовано в Шклин Второй.
До 2020 года входило в Гороховский район.